# Bihardancsháza
Bihardancsháza község Hajdú-Bihar vármegyében, a Püspökladányi járásban. 831 hektáros kiterjedésével a megye második legkisebb közigazgatási területű települése.

## Fekvése
Bihardancsháza, vagy röviden csak Dancsháza főleg mezőgazdasági jellegű település Hajdú-Bihar vármegye délnyugati részében, a Nagy-Sárrét északi részén, Berettyóújfalutól 17 kilométerre nyugatra.
Szomszédai északkelet felől Sáp, kelet felől Bihartorda, minden más irányból pedig közigazgatásilag Nagyrábéhoz tartozó területek határolják.

### Megközelítése
Közúton Bihartorda és Nagyrábé felől is megközelíthető, mindkét településsel a 4226-os út köti össze.
Vasútvonal nem érinti, a legközelebbi vasútállomás a Püspökladány–Biharkeresztes-vasútvonal Sáp vasútállomása a névadó településen.

## Története
Bihardancsháza közelében a Halomszer-dombon már a honfoglalás idején letelepedtek, de csak jóval később 1384-ben említik először írásos emlékek Donchhaza néven. Nevét valószínűleg korabeli földesuráról, Rábéi Danosról kapta. Hamarosan a Bajony család birtokába került, majd a bajomi váruradalom birtokaként szerepel a történelem lapjain. Egészen 1608-ig tartozott a vár vonzáskörzetébe, amikor is Nagy András hajdúgenerális birtokába került, a váruradalom többi részével együtt. Azonban Dancsháza hamarosan földesúr nélkül maradt, mivel az erdélyi fejedelem Nagy Andrást hűtlensége miatt megölette. Ezek után sokáig nem volt ura a településnek, amelyet főleg kuriális nemesek laktak. A 17. század végén a község a Bagossy család birtokába került. A 19. század közepén Dancsházán még nyolcszázan laktak, és ez a szám csak lassan apadt 100 év alatt a felére. Azonban 1960-tól drasztikusan megcsappant Bihardancsháza lakossága. A dancsháziak több mint 40%-a hagyta el a községet, így ma a lakók közel fele nyugdíjas korú és ezzel Hajdú-Bihar vármegye legkevesebb lakosú települése lett. Neve egyébként 1954 óta Bihardancsháza.

## Közélete

### Polgármesterei
| Időszak   | Polgármester     | Párt      | Megjegyzés                          |
| --------- | ---------------- | --------- | ----------------------------------- |
| 1990–1994 | Bodó László      | független |                                     |
| 1994–1998 | Bagosi Sándor    | független |                                     |
| 1998–2002 | Bagosi Sándor    | független |                                     |
| 2002–2006 | Bagosi Sándor    | független |                                     |
| 2006–2007 | Bagosi Sándor    | független | hivataláról lemondott               |
| 2007–2010 | Major József     | független | Időközi választás 2007. október 14. |
| 2010–2014 | Major József     | Fidesz    |                                     |
| 2014–2019 | Major József     | független |                                     |
| 2019–2024 | Balku Tamás      | független |                                     |
| 2024–     | Balku Jenő Gergő | független |                                     |

## Népesség
A település népességének változása:
| Lakosok száma | 180  | 184  | 172  | 171  | 150  | 142  | 147  |
|               | 2013 | 2014 | 2015 | 2021 | 2022 | 2023 | 2024 |

2001-ben a település lakosságának 100%-a magyar nemzetiségűnek vallotta magát.
A 2011-es népszámlálás során a lakosok 86,5%-a magyarnak, 0,6% lengyelnek mondta magát (16,5% nem nyilatkozott; a kettős identitások miatt a végösszeg nagyobb lehet 100%-nál). A vallási megoszlás a következő volt: római katolikus 4,5%, református 59,1%, felekezeten kívüli 2,3% (31,3% nem válaszolt).
2022-ben a lakosság 92,7%-a vallotta magát magyarnak, 1,3% románnak, 2% egyéb, nem hazai nemzetiségűnek (7,3% nem nyilatkozott; a kettős identitások miatt a végösszeg nagyobb lehet 100%-nál). Vallásuk szerint 52% volt református, 2% római katolikus, 4,7% egyéb keresztény, 2% egyéb katolikus, 18% felekezeten kívüli (21,3% nem válaszolt).

## Nevezetességek
A kicsiny falu gazdag múltja ellenére nem bővelkedik látnivalókban. Ha a történelem rendje szerint követjük végig a község emlékeit, akkor első helyen kell említeni a Halomszer-dombot, ahol honfoglaláskori sírokat tártak fel. A falu lakossága 1595-ben tért át a református hitre. Ennek hirdetésére építették fel a központban 1830-ban a református templomot. Emellett néhány régi parasztház tartozik a kis község épített örökségébe, az egykori Bagossy-kúria az enyészet martaléka lett. Dancsháza határában, az úgynevezett ásványi részen található a kb. 40-45 egyedből álló túzokállomány. Ez jelenti jelenleg a legnagyobb vonzerőt a település számára.
Itt született 1898. május 2-án Buzáky Lajosné Harangi Margit (1898. május 2. – 2007. szeptember 13.) korrekorder. (109 év, 134 nap.)